# 阿根廷驻华大使馆
阿根廷驻华大使馆（西班牙語：Embajada de la República Argentina en Pekín）是阿根廷在中华人民共和国的外交代表机构。 阿根廷驻华大使馆位于北京使馆区北京三里屯东五街11号。该使馆兼辖阿根廷在蒙古的外交事务。